# Noyale
Noyale (llatí: Noyala), també coneguda amb altres noms com Noaluen, va ser una santa celta i verge màrtir semillegendària del segle V. És una santa popular tant a la Bretanya com a Cornualla, on es recorda a Newlyn East. Segons la llegenda, és allà on del bastó de Noyale va créixer una figuera que creixia del mur sud de l'església. Un pou sagrat proper va ser el lloc del seu martiri. Va ser un dels nombrosos colons celtes que van viatjar a Bretanya durant la invasió anglosaxona d'Anglaterra.

## Orígens
Segons els primers hagiògrafs, era anglesa i irlandesa, filla d'un rei britànic. L'erudició moderna ara sospita que va ser un dels nombrosos colons gal·lesos que van viatjar a Bretanya.

## Llegenda
La seva llegenda és típica dels sants cefalòfors del segle V. Quan el seu pare, un rei anglès, va voler casar-la; va fugir a la Bretanya. Ella i la seva cuidadora van navegar cap a la regió al voltant de Vannes a França, o Beignan on un senyor local també es va voler casar amb ella. Ella s'hi va negar i ell, furiós, la va decapitar. Aleshores, la llegenda diu que la santa decapitada li va agafar el cap i se'l va posar, i que dirigida per la seva criada, va tornar a Anglaterra.
"Segons la creença popular a Bretanya, sense suport de cap evidència, era una donzella, que va flotar cap a Bretanya amb la seva nodrissa sobre la fulla d'un arbre. Va ser decapitada a Beignan i va caminar fins a Pontivy agafant el cap al seu interior amb les mans. La capella dedicada a ella a Pontivy va ser notable al segle XVIII per diverses pintures interessants sobre fons d'or que representen aquesta història fantasiosa".

## Llegat
És la patrona de St Newlyn East a Cornualla, i hi ha una església que porta el seu nom. El 27 d'abril se celebra una festa. També és venerada com una santa occidental pre-cisma de l'Església ortodoxa oriental. La seva festa és el 6 de juliol.
Una petita imatge de pedra d'ella amb el seu cap a les mans va ser desenterrada al cementiri de Newlyn East.
A la novel·la Winter d'Ali Smith hi ha una referència a ella.